# 赫普納
赫普納（英語：Heppner）位於美国俄勒冈州，是莫羅郡的縣治，人口1,187人。名稱來自於亨利·赫普納，一位猶太人創業家。